# Trichanthera gigantea
Trichanthera gigantea är en akantusväxtart som beskrevs av Alexander von Humboldt, Amp; Bonpl. och Ernst Gottlieb von Steudel. Trichanthera gigantea ingår i släktet Trichanthera och familjen akantusväxter. Utöver nominatformen finns också underarten T. g. guianensis.